# Dolors Codina i Arnau
Dolors Codina i Arnau (Lleida, Segrià, 1878 - El Talladell, Urgell, 26 de juny de 1944) fou una propietària catalana, nomenada alcaldessa del Talladell l'any 1924 amb el règim polític del general Primo de Rivera. Aquest fet la convertí en la primera dona alcaldessa de Catalunya i la segona de tot l'Estat espanyol.
Filla de Maria Teresa Arnau, de Bell-Lloc, i de Joaquim Codina Canut, del Talladell, era la pubilla d’una de les cases més riques i importants de les terres de Lleidaː cal Codina del Talladell, que encara es conserva.
L'alcaldia de Dolors Codina, que havia estat decidida pel règim polític del general Primo de Rivera, s'acabà amb el final de la Dictadura. Durant el seu mandat es dinamitzà la vida cultural de la vila: es creà la Sociedad Coral La Aurora i diversos articles apareguts a La Vanguardia refereixen diversos actes musicals i culturals.
Durant la Segona República es dedicà a l'administració del patrimoni familiar i, posteriorment, va passar els anys de la Guerra Civil amagada a Barcelona. L'any 1940 va tornar al Talladell, a la seva casa pairal, i recuperà la seva posició social. Quatre anys més tard, el 26 de juny de 1944, va morir de forma sobtada a l'edat de 66 anys. El registre civil manifesta que la causa de la defunció va ser un infart miocardíac. No va tenir descendència.